# Coffi Codjia
Coffi Codjia (* 9. prosince 1967, Cotonou, Benin) je beninský fotbalový rozhodčí.
Na mezinárodní scéně působí od roku 1994. Debutoval 23. května 1995 v kvalifikačním zápase o postup na Africký pohár národů mezi reprezentacemi Ghany a Nigeru. Odborníky je v současnosti považován za jednoho z nejlepších rozhodčích z afrického kontinentu. V roce 2008 pískal finále Afrického poháru národů mezi (Egyptem a Kamerunem).
Trvale žije v Cotonou, kde pracuje jako inspektor v námořním obchodu.

## Mezinárodní turnaje
- Mistrovství světa ve fotbale (2002, 2006)

Je na seznamu 38 budoucích případných rozhodčích na nadcházející Mistrovství světa ve fotbale 2010 v Jihoafrické republice.
- Konfederační pohár FIFA (1999, 2003, 2009)
- Africký pohár národů (2000, 2002, 2004, 2006, 2008, 2010)
- Mistrovství Asie ve fotbale (2004)
- Klubové mistrovství světa ve fotbale (2007)
- Mistrovství světa U21 (2001, 2005)